# Сборная Австралии по теннису в Кубке Билли Джин Кинг
Сборная Австралии по теннису в Кубке Федерации — официальный представитель Австралии в Кубке Федерации. Руководящий состав сборной определяется Австралийской теннисной федерацией (англ. Tennis Australia).
Капитаном команды является Алисия Молик (занимает этот пост с 2013 года).
В настоящее время команда участвует в турнире второй Мировой группы.
Национальные цвета — жёлтый верх и зелёный низ.

## История выступлений
Сборная дебютировала в турнире в 1963 году. Из этих 53 лет 41 команда находится в Мировой группе (первый и последний вылет состоялся в 2004 году, последнее возвращение — в 2010). За это время сыграно 174 матчевые встречи (124 победы).
Австралия — всего одна из четырёх стран, участвовавшая во всех розыгрышах турнира.

## Рекордсмены команды
| Максимальное общее число побед               | 46-16 | Венди Тёрнбулл             |
| Максимальное число побед в одиночных матчах  | 27-15 | Саманта Стосур             |
| Максимальное число побед в парных матчах     | 29-8  | Венди Тёрнбулл             |
| Лучшая пара                                  | 11-4  | Венди Тёрнбулл / Керри Рид |
| Наибольшее число участий в матчевых встречах | 45    | Венди Тёрнбулл             |
| Наибольшее число лет в турнире               | 17    | Ренне Стаббс               |

## Последние 3 матча сборной
| Год  | Стадия                    | Место (покрытие)                  | Соперник   | Участвовавшие игроки                                            | Счёт |
| ---- | ------------------------- | --------------------------------- | ---------- | --------------------------------------------------------------- | ---- |
| 2015 | плей-офф мировой группы I | Хертогенбос, Нидерланды, грунт(i) | Нидерланды | Ярмила Гайдошова Кейси Деллакква Оливия Роговска                | 1-4  |
| 2015 | 1/4 финала                | Штутгарт, Германия, хард(i)       | Германия   | Ярмила Гайдошова Саманта Стосур Кейси Деллакква Оливия Роговска | 1-4  |
| 2014 | 1/2 финала                | Брисбен, Австралия, хард          | Германия   | Саманта Стосур Кейси Деллакква Эшли Барти                       | 1-3  |

## Финалы (19)
| №  | Год  | Место (покрытие)           | Состав в финале                            | Соперник в финале | Счёт |
| 1. | 1964 | Филадельфия, США, трава    | Маргарет Смит Лесли Тёрнер                 | США               | 2-1  |
| 2. | 1965 | Мельбурн, Австралия, трава | Маргарет Смит Лесли Тёрнер Джуди Тегарт    | США               | 2-1  |
| 3. | 1968 | Париж, Франция, грунт      | Маргарет Корт Керри Мелвилль               | Нидерланды        | 3-0  |
| 4. | 1970 | Фрайбург, ФРГ, грунт       | Джуди Далтон Карен Крантцке                | ФРГ               | 3-0  |
| 5. | 1971 | Перт, Австралия, трава     | Маргарет Корт Ивонн Гулагонг Лесли Хант    | Великобритания    | 3-0  |
| 6. | 1973 | Бад-Хомбург, ФРГ, грунт    | Патрисия Коулмэн Ивонн Гулагонг Джанет Янг | ЮАР               | 3-0  |
| 7. | 1974 | Неаполь, Италия, грунт     | Дианна Фромхольц Ивонн Гулагонг Джанет Янг | США               | 2-1  |

| №   | Год  | Место (покрытие)                | Состав в финале                                                        | Соперник в финале | Счёт |
| 1.  | 1963 | Лондон, Великобритания, трава   | Маргарет Смит Лесли Тёрнер                                             | США               | 1-2  |
| 2.  | 1969 | Афины, Греция, грунт            | Маргарет Корт Керри Мелвилль Джуди Тегарт                              | США               | 1-2  |
| 3.  | 1975 | Экс-ан-Прованс, Франция, грунт  | Дианна Фромхольтц Ивонн Гулагонг Хелен Гурлей                          | Чехословакия      | 0-3  |
| 4.  | 1976 | Пенсильвания, США, ковёр(i)     | Керри Рид Ивонн Коули                                                  | США               | 1-2  |
| 5.  | 1977 | Истборн, Великобритания, трава  | Дианна Фромхольтц Керри Рид Венди Тёрнбулл                             | США               | 1-2  |
| 6.  | 1978 | Мельбурн, Австралия             | Керри Рид Венди Тёрнбулл                                               | США               | 1-2  |
| 7.  | 1979 | Мадрид, Испания, грунт          | Керри Рид Дианна Фромхольтц Венди Тёрнбулл                             | США               | 0-3  |
| 8.  | 1980 | Берлин, ФРГ, грунт              | Сьюзан Лео Дианна Фромхольтц Венди Тёрнбулл                            | США               | 0-3  |
| 9.  | 1984 | Сан-Паулу, Бразилия, грунт      | Энн Минтер Элизабет Сейерс Венди Тёрнбулл                              | Чехословакия      | 1-2  |
| 10. | 1993 | Франкфурт, Германия, грунт      | Миель Джаггард-Лэй Николь Провис Элизабет Смайли Ренне Стаббс          | Испания           | 0-3  |
| 11. | 2019 | Перт, Австралия, хард           | Айла Томлянович Эшли Барти Саманта Стосур                              | Франция           | 2-3  |
| 12. | 2022 | Глазго, Великобритания, хард(i) | Эллен Перес Сторм Сандерс Саманта Стосур Айла Томлянович Присцилла Хон | Швейцария         | 0-2  |